# Marina del Rey
Marina del Rey is een plaats (census-designated place) in de Amerikaanse staat Californië, en valt bestuurlijk gezien onder Los Angeles County.

## Demografie
Bij de volkstelling in 2000 werd het aantal inwoners vastgesteld op 8176.

## Geografie
Volgens het United States Census Bureau beslaat de plaats een oppervlakte van
3,8 km², waarvan 2,3 km² land en 1,5 km² water.